# Chiesa di Santa Maria (Semproniano)

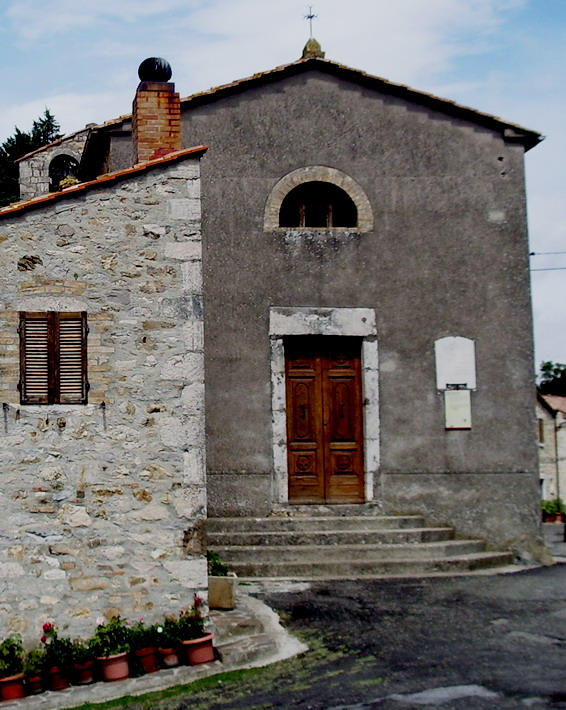
Facciata della chiesa della Consolazione

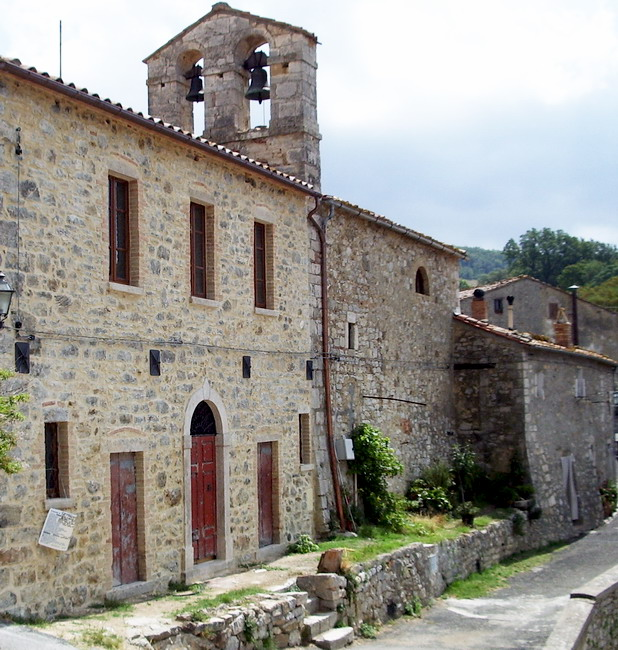
Ex canonica, area absidale e parete sinistra della chiesa

La chiesa di Santa Maria, nota anche come chiesa della Consolazione, è un edificio sacro situato a Rocchette di Fazio, nel comune di Semproniano, provincia di Grosseto.
Nel 1884 ricevette il titolo parrocchiale precedentemente appartenuto alla pieve di Santa Cristina.
La costruzione, di origine cinquecentesca, mostra una facciata a capanna con oculo ed un campanile a vela sul retro; all'interno è conservata una interessante "Assunta" in terracotta policromata riconducibile al XV-XVI secolo e oggetto di festeggiamenti ogni 15 agosto.